# Ilocos
Ilocos je jedna od 17 regija u Filipinima. Središte regije je u gradu San Fernandu. Ilocos je poznata kao Regija I. Susjedne filipinske regije su Administrativna regija Cordillera na istoku, Cagayan Valley na sjeveroistoku i jugoistoku te Središnji Luzon na jugu.

## Stanovništvo
Prema podacima iz 2010. godine u regiji živi 4.748.372 stanovnika dok je prosječna gustoća naseljenosti 364 stanovnika na km².

## Podjela
Regija je podjeljena na četiri provincije, devet gradova, 116 općina i 3.265 barangaya. 
| Provincija | Provincija   | Središte          | Stanovništvo (2010.) | Površina (km²) | Gustoća (na km²) |
| ---------- | ------------ | ----------------- | -------------------- | -------------- | ---------------- |
|            | Ilocos Norte | Laoag City        | 568.017              | 3.399,3        | 167.1            |
|            | Ilocos Sur   | Vigan City        | 658.587              | 2.579,6        | 255,3            |
|            | La Union     | San Fernando City | 741.906              | 1.493,1        | 496,9            |
|            | Pangasinan   | Lingayen          | 2.779.862            | 5.368,2        | 517.8            |

### Komponetni gradovi
- Alaminos City, Pangasinan
- Batac City, Ilocos Norte
- Candon City, Ilocos Sur
- Laoag City, Ilocos Norte
- San Carlos City, Pangasinan
- San Fernando City, La Union
- Urdaneta City, Pangasinan
- Vigan City, Ilocos Sur

### Nezavisni grad
- Dagupan City, Pangasinan